# Quake (Computerspielreihe)
Quake ist eine Ego-Shooterreihe von id Software. Die 1996 begonnene Quake-Serie gehört zu den einflussreichsten Vertretern des Genres und begründete viele Standards in Bezug auf die 3D-Technik, Steuerungsschemata, die Modifizierbarkeit und den Mehrspielermodus.
Die Gemeinsamkeiten der einzelnen Quake-Teile finden sich im Spieldesign, nicht zwingenderweise in der Handlung. So hat die futuristische Hintergrundgeschichte in Quake II nichts mit der des ersten Teils gemeinsam, und der dritte Teil ist als reiner Mehrspieler-Titel ohne tragende Rahmenhandlung angelegt. Quake 4 knüpft jedoch wieder an die Geschichte des zweiten Teils an.

## Spiele
| Spiel                       | Metacritic                                      |
| --------------------------- | ----------------------------------------------- |
| Quake                       | PC: 94/100 N64: 74/100                          |
| Quake II                    | –                                               |
| Quake III Arena             | DC: 93/100 PS2: 84/100                          |
| Quake III: Team Arena       | 69/100                                          |
| Quake 4                     | PC: 81/100 X360: 75/100                         |
| Enemy Territory: Quake Wars | PC: 84/100 PS3: 60/100 X360: 69/100             |
| Quake (Remaster)            | PC: 81/100 PS4: 87/100 XBSX: 85/100 SWI: 87/100 |

### Quake
Quake wurde am 31. Mai 1996 für den PC veröffentlicht. Das Spiel, beziehungsweise dessen gleichnamige Engine, wurde zum Vorbild für viele nachfolgende 3D-Spiele, insbesondere die erstmals uneingeschränkt dreidimensionale Level-Architektur und die Verwendung von 3D-Modellen anstatt Sprites waren damals revolutionär. Durch die gute (und bewusst geförderte) Modifizierbarkeit entstanden vor allem im Mehrspieler-Bereich zahlreiche neue Spielmodi, die später von vielen anderen Spielen übernommen wurden.
Später wurde das Spiel auf mehrere Konsolen portiert.

### Quake II
Quake II erschien am 30. November 1997 am Markt. Es wurde für das Spiel ein ganz neuer Handlungsstrang angefangen, der eine futuristische Kriegsgeschichte erzählt (die später im Nachfolger Quake 4 weitergeführt wurde). Für die Mehrspieler-Komponente wurden über das Internet zusätzliche Deathmatch-Maps zur Verfügung gestellt und ein sehr erfolgreicher offizieller Capture-the-Flag-Modus. Das Spiel wurde neben der PC-Version später auch für die PlayStation und den Nintendo 64 umgesetzt.

### Quake III Arena
Am 2. Dezember 1999 wurde der dritte Teil, Quake III Arena, veröffentlicht. Wie auch bei dem fast gleichzeitig erschienenen Unreal Tournament handelt es sich um ein reines Multiplayer-Spiel, eine klassische Einzelspielerkampagne existiert nicht. Mit vielen Verbesserungen der Engine konnte das Spiel neben Counter-Strike das Genre, zumindest im Multiplayerbereich, sehr stark dominieren. Das Spiel wurde auf die Dreamcast und die PlayStation 2 portiert.

### Quake 4
Quake 4 wurde als erster Titel der Reihe nicht von id Software selbst, sondern unter seiner Leitung von Raven Software entwickelt und am 18. Oktober 2005 für den PC veröffentlicht. Am 18. November folgte die Xbox-360-Version. Zudem basiert das Spiel erstmals nicht auf einer eigens für Quake entwickelten Engine, sondern auf der Engine von Doom 3, welche aber als indirekte Weiterentwicklung der Quake-Engine gilt. Quake 4 bietet wie die beiden ersten Teile der Serie sowohl eine Einzelspieler-Kampagne, welche die Fortsetzung von Quake II darstellt, als auch einen Mehrspieler-Modus, der spielerisch als direkter Nachfolger von Quake III Arena konzipiert ist. Quake 4 ist bisher der einzige Teil der Serie, für den eine deutsche, zensierte USK-16-Version auf den Markt kam, die nicht indiziert wurde.

### Enemy Territory: Quake Wars
Der im Jahre 2007 veröffentlichte Ableger Enemy Territory: Quake Wars ist ein geistiger Nachfolger von Wolfenstein: Enemy Territory, spielt jedoch im gleichen fiktiven Universum wie Quake II und Quake 4. Zeitlich gesehen vor Quake II angesiedelt, gilt es in dem Mehrspieler-lastigen Titel eine außerirdische Invasion der Strogg gegen die Menschheit zu verhindern, beziehungsweise diese zu führen. Außerdem kann der Spieler in einer Einzelspielerkampagne auf beiden Seiten kämpfen und – ähnlich wie in Battlefield 2 oder Team Fortress 2 – auf ein Klassensystem samt freischaltbaren Extras zurückgreifen.

### Quake Live
Quake Live wurde 2010 veröffentlicht. Es handelt sich um eine mit neuen Inhalten ergänzte Version von Quake III Arena, die über die Internet-Vertriebsplattform Steam erhältlich ist.

### Quake Champions
Quake Champions ist seit 2016 in Entwicklung. Bei der Ankündigung des Titels auf der Spielemesse E3 2016 zeigten Entwickler id Software und Publisher Bethesda erste Spielszenen. Das Spiel wurde im August 2018 über die Computerspielplattform Steam weltweit als Early-Access-Version veröffentlicht.
Quake Champions knüpft als Mehrspieler-Titel an das 1999 veröffentlichte Quake III Arena an und bietet wie dieses unter anderem die Spielmodi Deathmatch, Duel, Team Deathmatch und Capture the Flag. Während es schon bei Quake III eine Vielzahl von wählbaren Spielfiguren gab, die sich jedoch bloß optisch voneinander unterschieden, ist die wesentliche Neuerung von Quake Champions die Einführung verschiedener Spielerklassen. Diese Champions unterscheiden sich voneinander in der Größe, der Laufgeschwindigkeit und den Rüstungswerten. Hinzu kommen individuelle passive Fähigkeiten, die dauerhaft aktiv sind, sowie aktive Fähigkeiten, die zeitlich begrenzt eingesetzt werden können. Die Spielumgebungen sind angelehnt an die fremden Dimensionen aus Quake (1996), die Champions sind eine bunte Mischung aus neuen Charakteren sowie Spielfiguren vorhergehender id-Software-Titel, wie Quake III Arena, Quake II, Enemy Territory: Quake Wars und Wolfenstein.
Quake Champions ist seit August 2018 ein Free-to-play-Titel, für den zusätzliche Inhalte gekauft werden können. Vom Entwickler werden regelmäßig neue Inhalte veröffentlicht, die über ein automatisches Update ins Spiel integriert werden.

## Quake-Engine
Die Quake-Engine ist eine ursprünglich für den gleichnamigen Titel entwickelte 3D-Game-Engine und diente neben der Unreal Engine als Plattform für eine Vielzahl anderer Spiele, insbesondere aber für Ego-Shooter wie etwa Call of Duty.

## QuakeC
QuakeC ist eine für Quake entwickelte Skriptsprache zur Vereinfachung von Modifikationen und Programmierarbeiten.